# بهشت و بهار
بهشت و بهار یک مجموعه تلویزیونی محصول سال ۱۳۸۸–۱۳۸۷ به کارگردانی جمشید بیات‌ترک، نویسندگی علی‌اکبر محلوجیان و تهیه‌کنندگی معصومه فردشاهین می‌باشد که در نوروز ۱۳۸۸ از شبکه ۱ پخش شد.

## بازیگران
- علی نصیریان
- آهو خردمند
- چکامه چمن‌ماه
- شیرین بینا
- نگین صدق‌گویا